# Thelogorgia
Thelogorgia is een geslacht van neteldieren uit de klasse van de Anthozoa (bloemdieren).

## Soorten
- Thelogorgia longiflora Bayer, 1992
- Thelogorgia stellata Bayer, 1992
- Thelogorgia studeri Bayer, 1991
- Thelogorgia vossi Bayer, 1991